# Prva babilonska dinastija
Prva babilonska dinastija ali Staro babilonsko cesarstvo je bila država v antični Mezopotamiji z glavnim mestom Babilon. Kronologija Prve babilonske dinastije je še vedno predmet razprav, ker obstajata dva seznama babilonskih kraljev, A in B. V tem članku se uporabljajo leta vladanja po Seznamu A, ker se uporabljajo najbolj pogosto. Vladavine v Seznamu B so na splošno daljše.

## Izvor
Izvor Prve babilonske dinastije je precej težko izslediti, predvsem zaradi visoke podtalnice, ki je za seboj pustila zelo malo nedotaknjenega arheološkega gradiva. Vsi podatki o dinastiji zato izvirajo iz okoliških regij in pisnih dokumentov. O prvih petih kraljih od Sumu-abuma do Sin-mubalita je znano samo to, da so bili Amoriti in ne domorodni Akadci. Znano je tudi, da so imeli zelo majhno ozemlje. Ko je babilonsko prestol zasedel Hamurabi, ki je bil tudi Amorit, je njegovo kraljestvo posedovalo samo nekaj mest v okolici Babilona:  Dilbat, Sipar, Kiš in Borsipo. Hamurabi je z vojnimi pohodi osvojil veliko ozemlja, vendar je Babilonija poleg Asirije, kjer je vladal Šamši-Adad I., in Larse, kjer je vladal Rim-Sin I., ostala samo ena od pomembnejših regij Mezopotamije.
Hamurabi je v trinajstem letu svoje vladavine začel ustvarjati Babilon kot središče, iz katerega bi se v prihodnosti lahko razvilo veliko cesarstvo. V tem letu je podjarmil Larso in preko nje dobil oblast nad donosnimi mestnimi središči Nipur, Ur, Uruk in Isin. Z njimi je v bistvu dobil oblast nad celo južno Mezopotamijo. Drugo mogočno središče politične moči v regiji je bila Ešnuna, katero je Hamurabiju uspelo podjarmiti okoli leta 1761 pr. n. št.. Babilon je z njeno osvojitvijo pridobil dobro utečene trgovske poti in gospodarsko stabilnost. Babilonska vojska je kmalu zatem osvojila še Asirijo in del gorovja Zagros v sedanjen Iranu. Leta 1760 je končno osvojil še Mari in dobil oblast nad skoraj celim ozemljem, ki ga je v 3. tisočletju pr. n. št. posedovala Tretja urska dinastija. 
Hamurabijevo drugo ime je bilo Hamurapi-ilu, kar pomeni »Hamurapi bog« ali morda »Hamurapi je bog«. Lahko bi bil tudi Amrafel, kralj Šinarja (Sumerije) iz judovskega Svetega pisma in Abrahamov sodobnik. Abraham je po sodobnih razlagah Svetega pisma živel od leta 1871 do 1784 pr. n. št.. 
Nedavni prevod tablic z najdišča Chogha Gavaneh v osrednjem Zagrosu, Iran, ki datirajo približno v leto 1800 pr. n. št., je pokazal, da je imelo mesto tesne stike s pokrajino Djala v Mezopotamiji. 
Pomemben vir podatkov za datiranje so Ami-Sadukove Venerine tablice iz 17. stoletja pr. n. št., ki so prepis starejšega babilonskega besedila. O njih je bilo napisanih več knjig. Več datumov v starih izdajah je zastarelih in netočnih, dodatne težave pa povzroča dejstvo, da 21 letno podrobno opazovanje planeta Venere morda ne sovpada z Ami-Sadukovo vladavino (1582—1562 pr. n. št.), saj njegovo ime ni posebej omenjeno. Omenjeno je samo Leto zlatega prestola. Nekateri stari tiskani viri trdijo, da izvirnik opisuje Venerin mrk, ki ga je povzročila Luna. Razlaga bi lahko bila napačna. Statistična verjetnosti datiranja, ki temelji na opazovanju gibanja planetov, potrjuje leto leto 1659 pr. n. št. kot padec Babilona. Trenutno veljavna srednja kronologija je z astronomskega stališča prenizka.
Za pravilno kronologijo Babilona je ključno besedilo, ki je nastalo v času padca Babilona po napadu Hetitov Muršilija I. proti koncu vladavine Samsu-ditane, in govori o dveh mrkih. Lunin in sončev mrk sta se zgodila v mesecu šimanu (sivanu). Lunin mrk je bil 9. februarja 1659 pr. n. št.. Začel se je ob 4:43 in končal ob 6:47. Sončev mrk je bil 23. februarja 1659. Začel se je ob 10:26, dosegel višek ob 11:45 in se končal ob 13:04. 

## Seznam kraljev
| Vladar                   | Vladanje (kratka kronologija) | Komentar                                                                      |
| ------------------------ | ----------------------------- | ----------------------------------------------------------------------------- |
| Sumu-abum ali Su-abu     | okoli 1830—1817 pr. n. št.    | Sodobnik Ilušume Asirskega                                                    |
| Sumu-la-El               | okoli 1817—1781 pr. n. št.    | Sodobnik Erišuma I. Asirskega                                                 |
| Sabium ali Sabum         | okoli 1781—1767 pr. n. št.    | Sumu-la-Elov sin                                                              |
| Apil-Sin                 | okoli 1767—1749 pr. n. št.    | Sabiumov sin                                                                  |
| Sin-mubalit              | okoli 1748—1729 pr. n. št.    | Apil-Sinov sin                                                                |
| Hamurabi                 | okoli 1728—1686 pr. n. št.    | Sodobnik Zimri-Lime Marijskega, Sive-palar-hupaka Elamskega in Šamši-Adada I. |
| Samsu-iluna              | okoli 1686—1648 pr. n. št.    | Hamurabijev sin                                                               |
| Abi-ešuh ali Abiešu      | okoli 1648—1620 pr. n. št.    | Samsu-ilunov sin                                                              |
| Ami-ditana               | okoli 1620—1583 pr. n. št.    | Abi-ešuhov sin                                                                |
| Ami-saduka ali Amisaduka | okoli 1582—1562 pr. n. št.    | Ami-Sadukove Venerine tablice                                                 |
| Samsu-Ditana             | okoli 1562—1531 pr. n. št.    | Opustošenje Babilona                                                          |